# Todo Terreno (periódico)
Todo Terreno es un periódico chileno de carácter local, que informa acerca de las principales noticias relacionadas con la comuna de Peñalolén, así como la oferta de servicios municipales para la comunidad.
Fue fundado por el alcalde Claudio Orrego Larrraín por la necesidad de crear un canal de comunicación eficaz con la comunidad, en el cual ésta se viera reflejada en su quehacer comunitario.
Su primera edición fue la de abril de 2005.
El periódico se distribuye en todas las casas de la comuna de Peñalolén, así como en las principales dependencias municipales.

## Historia
El periódico Todo Terreno aparece en la comuna de Peñalolén el año 2005 durante la primera gestión del alcalde Claudio Orrego, debido a la permanente demanda de información manifestada por las distintas organizaciones comunitarias.
Esta publicación está a cargo del Departamento de Comunicaciones de la Municipalidad de Peñalolén y se nutre de las organizaciones vecinales, así como de las distintas unidades municipales para elaborar sus contenidos.